# Kasteel Odani

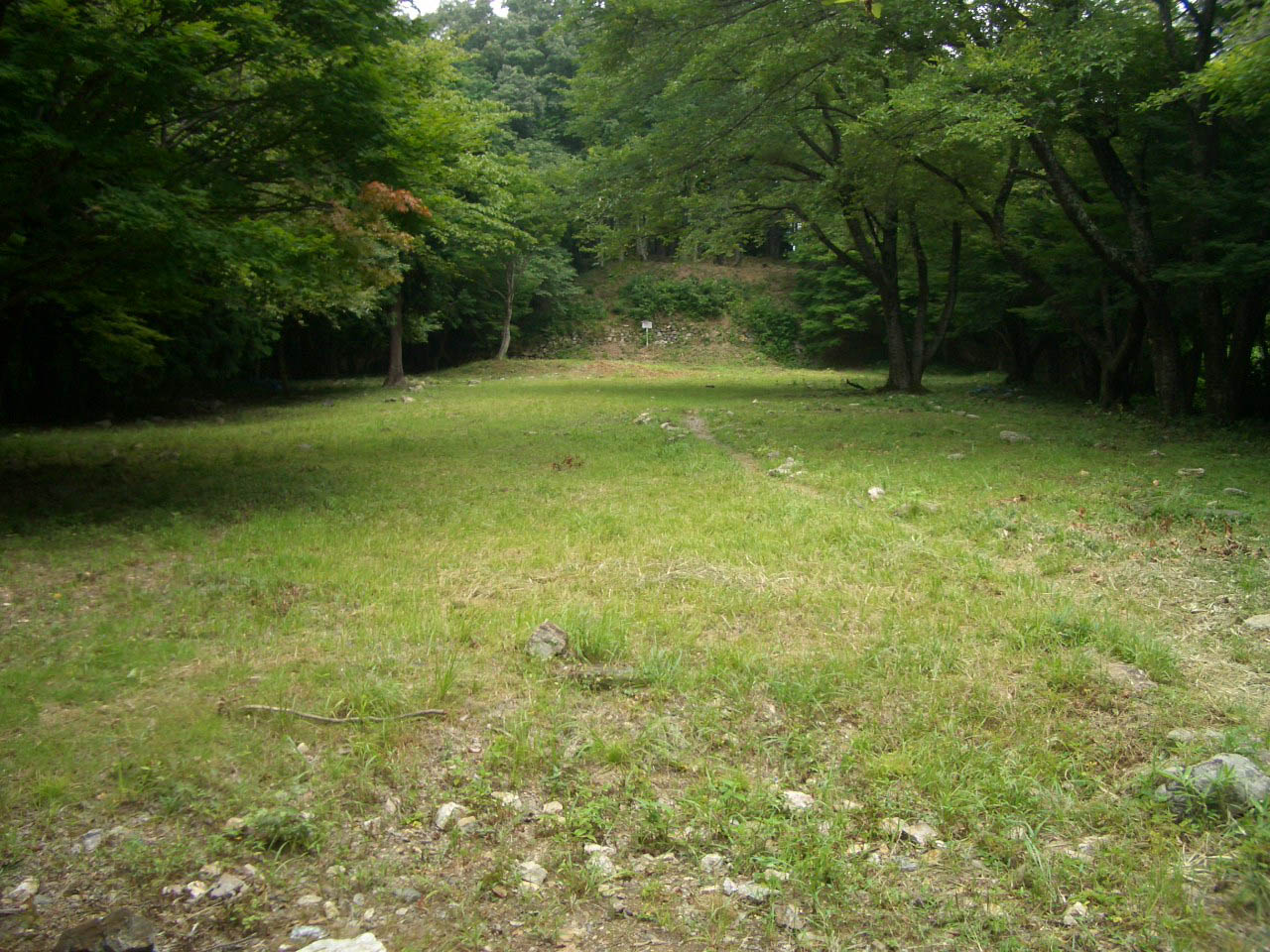
resten van kasteel Odani

Kasteel Odani (小谷城, Odani-jo) was een bergkasteel tijdens de Japanse Sengoku-periode gelegen in het huidige Nagahama. Tegenwoordig zijn er enkel nog ruïnes te vinden.
Het kasteel werd in 1516 gebouwd door Azai Sukemasa. Het was de thuisbasis van de Azai-clan en de berg waar het op gebouwd was werd gezien als ondoordringbaar. Het kasteel werd echter uiteindelijk veroverd in 1573 door Oda Nobunaga na de Slag bij Anegawa.
Kasteel Odani wordt gezien als een van de vijf grote bergkastelen van Japan, samen met Kasteel Kasugayama, Kasteel Nanao, Kasteel Kannonji en Kasteel Gassantoda. Tegenwoordig is het een van de nationaal aangewezen historische ruïnes van Japan.